# Mércia Viriato Licá
Mércia Viriato Licá   (Massinga, 15 de gener de 1997) és una advocada, política i activista moçambiquesa, que des del 13 de gener de 2020 exerceix com a diputada a l'Assemblea de la República. Quan va prendre possessió, es va convertir en la diputada més jove de la història del país. És membre del partit governant Front d'Alliberament de Moçambic (FRELIMO).
Mércia Viriato Licá va néixer sense les extremitats superiors. El seu pare la va abandonar quan encara era jove i, per tant, la seva mare la va criar. L'any 2019 es llicencià en Dret per la Universidade Maputo.
Va conèixer el president Filipe Nyusi a través de Facebook i ell va visitar la casa de la seva família el 2018. Viu amb la seva mare i realitza tasques rutinàries amb els peus. L'octubre de 2019 va ser escollida diputada a les eleccions generals. Va assumir el càrrec el gener de 2020 i representa la província de Tete.